# Bandy-bandy
De bandy-bandy (Vermicella annulata) is een slang uit de familie koraalslangachtigen (Elapidae).

## Naam en indeling
De wetenschappelijke naam van de soort werd voor het eerst voorgesteld door John Edward Gray in 1841. Oorspronkelijk werd de wetenschappelijke naam Calamaria annulata gebruikt.

## Uiterlijke kenmerken
De slang bereikt een lichaamslengte tot ongeveer 75 centimeter. Gemiddeld blijven de vrouwtjes rond de 50 cm, mannetjes blijven nog kleiner tot ongeveer 40 cm. De kop is klein en onopvallend en is lastig te onderscheiden van het lichaam door het ontbreken van een duidelijke insnoering. De staart is kort en de staartpunt is stomp. De slang heeft vijftien rijen schubben in de lengte op het midden van het lichaam. De caudale schubben en de anale schub zijn gepaard.
De slang is eenvoudig te herkennen aan de duidelijk afstekende zwarte en witte banden over het hele lichaam, inclusief de buikzijde. Het lichaam is voorzien van 48 tot 147 zwarte en witte, afstekende banden die wat betreft de breedte kunnen afwijken per populatie. In de nek en voor de snuitpunt zijn dunne banden aanwezig, de snuitpunt is altijd zwart.
De bandy-bandy is een van de opmerkelijkst gekleurde slangen van Australië, een andere soort die hier leeft en een sterk zwart-wit bandenpatroon heeft is de ringslangplatstaart (Laticauda colubrina). Deze in zee levende slang heeft echter net als alle Laticauda- soorten een zijdelings afgeplatte staart die bij de bandy-bandy ontbreekt.

## Levenswijze
De bandy-bandy is 's nachts actief en is ophifaag ofwel slangen-etend; het dier jaagt uitsluitend op wormslangen (Typhlopidae) uit het geslacht Ramphotyphlops, die eveneens ondergronds leven. De prooi is soms bijna net zo lang als de slang zelf. De bandy-bandy is zo sterk gespecialiseerd dat geursporen van andere gravende reptielen, zoals andere slangen of skinken, worden genegeerd.
De slang wordt zelden gezien, dit komt doordat het dier 's nachts actief is en bovendien een gravende levenswijze heeft. Ondanks de afstekende banden valt de slang weg in zijn natuurlijke omgeving. Bij bedreiging graaft de slang zich snel in of neemt een dreighouding aan door het lichaam te verheffen. Als de slang bedreigd wordt, worden al kronkelend lussen in het lichaam gemaakt, dit zorgt door het sterk afstekende bandenpatroon waarschijnlijk voor verwarring bij de vijand omdat de kop en de staart nauwelijks meer te onderscheiden zijn. Een belangrijke vijand is de uil.
Het is een van de weinige koraalslangen die niet beschouwd wordt als gevaarlijk. De slang is giftig maar de giftanden zijn te klein en de hoeveelheid gif is te gering om schadelijk te zijn voor mensen. De vrouwtjes zetten eieren af onder stukken hout of rotsblokken.

## Verspreiding en habitat
De soort komt endemisch voor in delen van Australië en leeft in de deelstaten New South Wales, Noordelijk Territorium, Queensland, Victoria en Zuid-Australië. De habitat bestaat uit bossen, savannen, scrublands en graslanden.

## Beschermingsstatus
Door de internationale natuurbeschermingsorganisatie IUCN is de beschermingsstatus 'veilig' toegewezen (Least Concern of LC).